# Хортус-Палатинус
49°24′39″ пн. ш. 8°43′08″ сх. д. / 49.4107° пн. ш. 8.71876° сх. д.

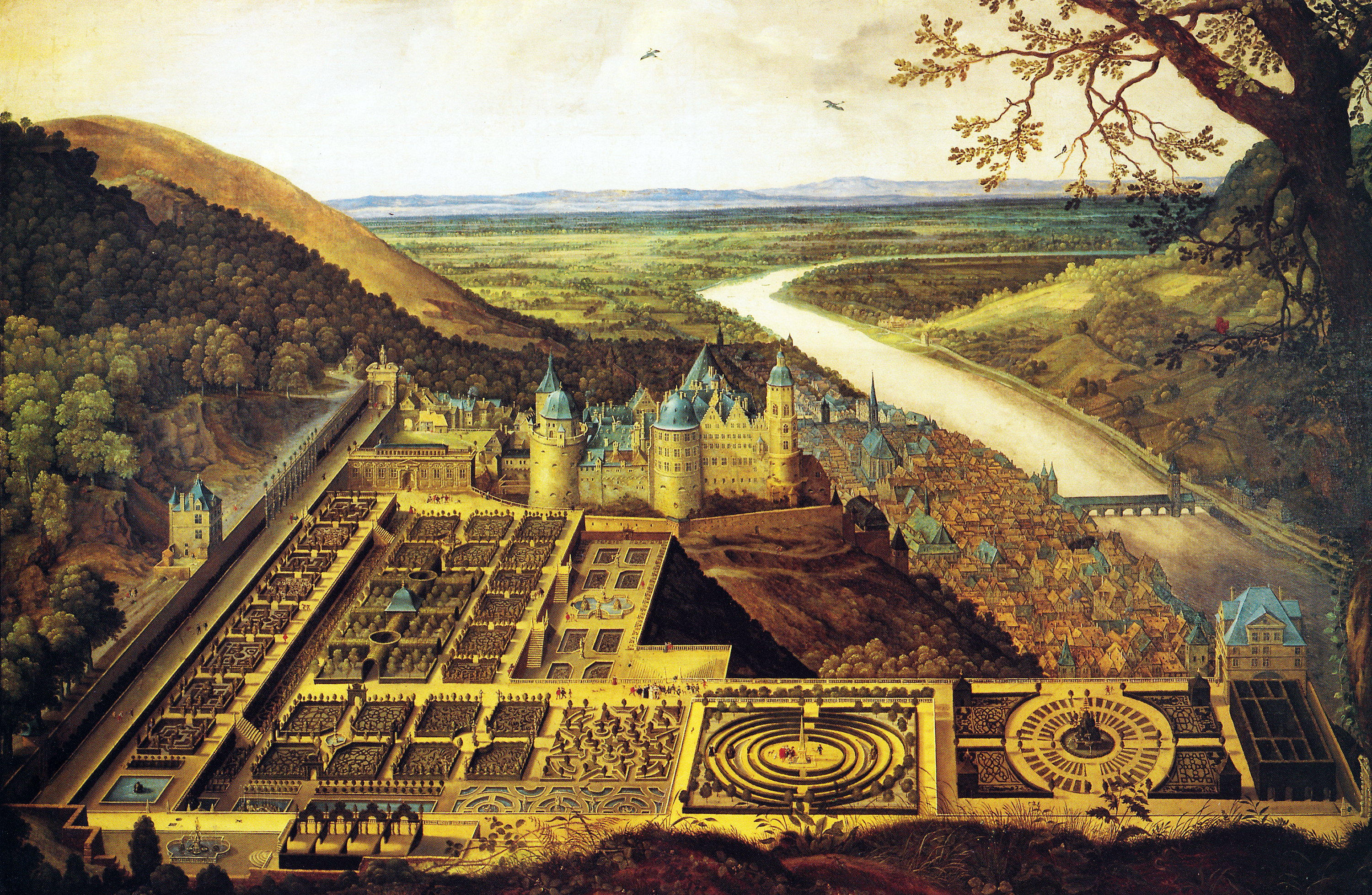
Жак Фук'є (1590—1659). «Панорама Гайдельберзького замку і саду Пфальца з долиною річки Неккар».

Хортус Палатинус (Hortus Palatinus) — латинська назва саду Пфальцу, створеного по замові Фредеріка V, володаря Гайдельберзького замку, у оточенні якого і був створений сад.

## Передісторія

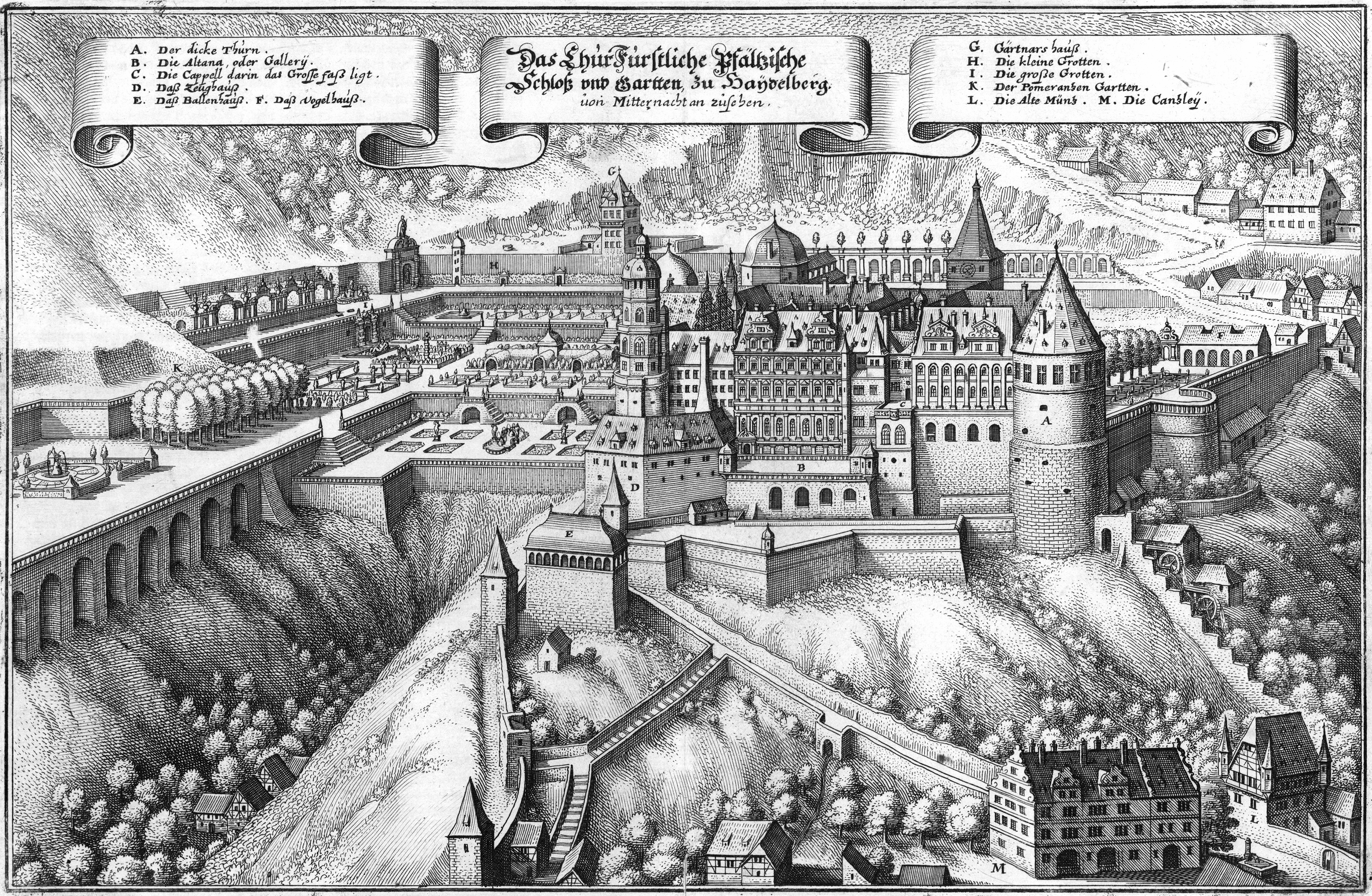
Сад Пфальца, гравер Маттеус Меріан старший.

Замовником саду був Фредерік V, володар Гайдельберзького замку доби середньовіччя, тодішній голова Протестантського союзу. Зиму 1612 року тоді ще неодружений Фредерік провів у Лондоні з політичних міркувань, прагнучи поєднати зусилля двох протестантських володарів. З його боку це був би союз родів Пфальцу, Оранських-Нассау та Данії з королем Англії Яковом І Стюартом. Але Фредерік V зустрів доньку Якова Елізабет Стюарт і молоді покохали один одного. Вони побралися і повернулися у Гайдельберзький замок.
Бажаючи радувати молоду дружину, Фредерік розпочав модернізацію замку і його оточення, створивши для Елізабет Стюарт «англійський корпус замку», будиночок мавп, звіринець, а на останок великий сад в стилі італійського відродження і маньєризму, що мав поширення на той час у самій Британії.

## Створення

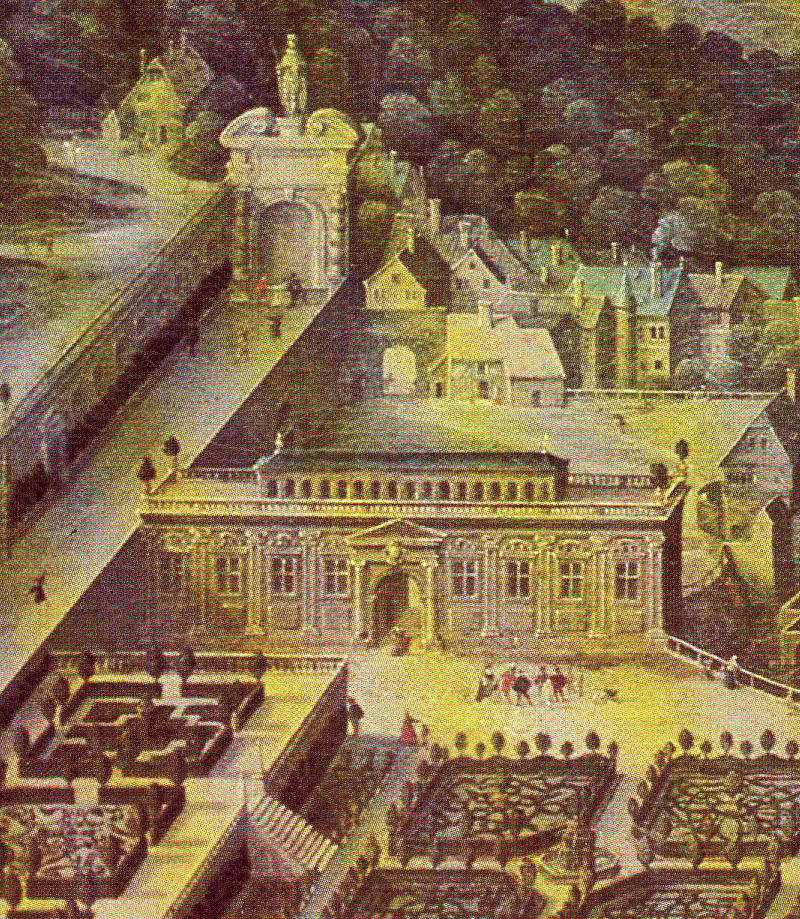
Сад Пфальцу на картині 1619 року Жака Фукьє.

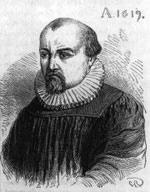
Соломон де Каш

Для створення проєкту перебудов запросили англійського архітектора Ініго Джонс (1573—1652) та інженер Соломона де Каша (1576—1626), французького протестанта на службі у Лондоні при дворі короля Якова І Стюарта. Соломон де Каш був відомий своїми роботами по створенню розкішного саду для принца Уельського Генрі навколо палацу Річмонд. Соломон де Каш був примушений припинити працю в саду принца Генрі, позаяк той помер 1612 року. Був знайомим Соломон і з сестрою принца Елізабет. У липні 1614 року Соломон де Каш розпочав працю над новим садом навколо Гайдельберзького замку. Не дивно, якщо Соломон де Каш використав на новому місці декотрі елементи і деталі проекту саду для оточення палацу Річмонд, переробивши проєкт і збільшивши масштаб, додавши нові деталі.
Найскладнішим завданням для інженера і архітектора була необхідність створити сад у гірській місцевості, необхідність вирівнювати великі земельні ділянки і привнести симетрію у несиметричну ділянку. Рівнинні сади Англії годилися мало. Тому був використаний досвід італійських садівників, що давно вже створювали сади на схилах пагорбів і використовували штучно створені тераси.
Тераси були створені навколо замку і отримали вигляд латинської літери «L». Переходи між терасами створювали численні сходинки. Тераси нагадували верхові сади, відомі зі стародавнього Вавилону та з численних гравюр майстрів доби маньєризму 16 століття.
На терасах розмістили візерункові партери, ділянки з дорослими деревами, лабіринтом — котрий був обов'язковою деталлю садів доби відродження у Англії. Двома атракціями саду особливо пишався інженер і архітектор — це невеличкий гай з апельсинових дерев (їх було тридцять шість) та складна система водопостачання для невеликих фонтанів, важливої деталі садів доби відродження. Серед них був і фонтан з водяним органом, а у чаші фонтану були птахи, що співали на різні пташині голоси.
Непроста система водопостачання нового була вирішена за рахунок джерел і струмків, що текли з північного схилу гори Кенігштуль.
До 1619 року таким чином був створений найбільший за розмірами сад у стилі відродження і маньєризму у німецьких князівствах. Хоча облаштування саду ще не було закінчене.
1619 року Фредерік програв у політичній боротьбі і був вимушений емігрувати з Праги до міста Гаага разом із дружиною. Роботи з облаштування саду Пфальцу припинили. Соломон де Каш був вимушений перебратися у Париж, а невдовзі помер.

## Описи і зображння
Збережене видання француженкою, датоване 20 грудня 1619 року, присвячене проєкту і етапам створення саду Пфальцу. Книгу до друку з численними гравюрами підготував Соломон де Каш.
В друкованій графіці краєвиди з зображенням саду Пфальцу створив і графік Маттеус Меріан старший (1593—1650).
Красою навіть недобудованого саду був захоплений і художник Жак Фукьє (1590—1659), що подав його практично завершеним на власній картині з зображенням Гайдельберзького замку над долиною річки Неккар у стилістиці панорамних краєвидів нідерландських майстрів.

## Опис саду

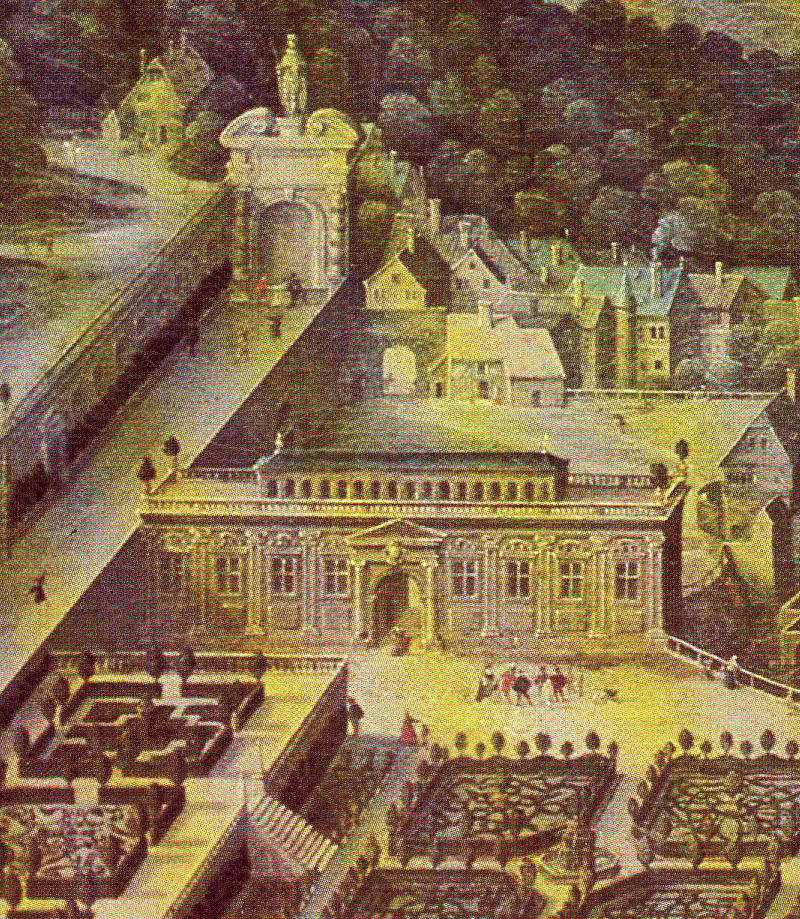
Сад Пфальцу на картині 1619 року Жака Фукьє.

Сад Пфальцу за проєктом Соломона де Каша створено на ділянці колишнього середньовічного саду біля замку. Новий проєкт примусив кардинально змінити і його площу у бік збільшення, і зміни в стилі. Від північного схилу гори Кенігштуль сад відокремлювала вузька перша тераса. Біля замку вона закінчувалась архітектурною нішею зі скульптурою Непуна. Над нішею був фігурний фронтон з фігурою Фредеріка V, володаря Гайдельберзького замку, котрий представлявся ще й як повелитель Нептуна. Ця тераса була всього вісім з половиною (8,5) метрів завширшки, але довгою і слугувала для прогулянок на оглядів саду, що був розташований нижче. Оглядова тераса була практично позбавлена рослин. Лише біля підпорної стіни з боку гори були висаджені кущі.
Парковим павільйоном слід було вважати симетричну галерею з наскрізним проходом по її центру. Колишня галерея давно поруйнована. Колись вона мала вікна і рельєфи із зображенням подвигів Геракла. Пишна система барокових алегорій теж порівнювала з Гераклом замовника саду Фредерика V.
Приміщення для збереження тропічних рослин, практично оранжерея. Саме в ній зберігали тропічні рослини в холоду пору року (дерева граната, апельсинові дерева, розмарин лікарський).
Нижче була розташована велика тераса, де були облаштовані численні партери, невеличкий гай апельсинових дерев, малі басейни з водою. Центральна частина цієї частини саду була облаштована як парковий павільйон з дахом і критими стежками гілками дерев на каркасі — для прогулянок у спеку і флірту вельможних володарів подалі від очей небажаних свідків і слуг.
Найбільшу декорацію мав фігурний басейн, що нагадував формою корпус скрипки. Він був прикрашений скульптурами-алегоріями річок Неккар та Майн.
Цікавою була і колекція рослин, зібраних у саду. Були використані як місцеві, так і екзотичні рослини, серед котрих грецька ялина (Abies cephalonica), кипарисовик горіхоплідний, гінкго білоба, клени, гіркий апельсин (Citrus aurantium L.) тощо. З роками склад рослин мінявся і збіднювався. Частка рослин була замінена на нові і невідповідні первісним, бо частку рослин привезли у Європу з Америки . Для захисту цитрусових і екзотичних рослин була передбачена система захисту і оранжерея.
Сад Пфальцу не мав єдиної осі всього ансамблю, як то було у дворах Ватикана (арх. Донато Браманте), на віллі Джулія (арх. Джакомо да Віньола). на віллі Альдобрандіні (арх. Джакомо делла Порта). Цей сад мав декілька осей через складну систему терас на різних рівнях і складний рельєф гірської місцевості, де у низині між пагорбами був збережений навіть монастир, котрий можна було оглянути з верхніх терас саду.

## Подальша історія

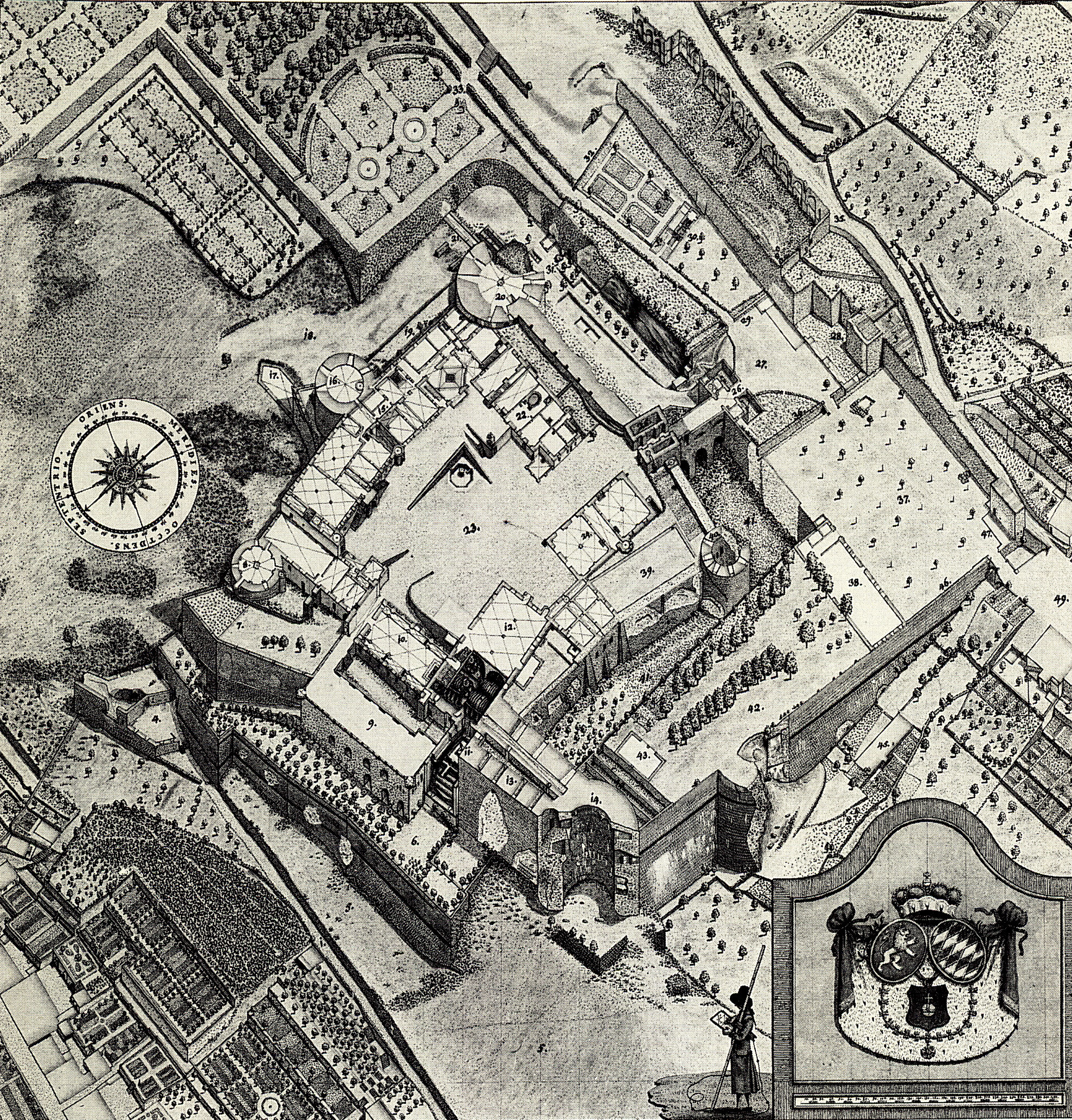
План Гайдельберзького замку і саду біля нього, на 1780 рік.

Перші суттєві зміни в структурі саду прийшли у роки Тридцятирічної війни, коли сад Пфальцу і його павільйони та фонтани зазнали руйнацій.
У XIX столітті сад почав перетворюватися не на магнатський сад, а на типовий міський сад Гайдельберга з атракціонами і новими закладами. Так, відбулася дискусія щодо розташування у саду нового ресторану, нової відкритої естради чи музичного павільйону, бо старий мав погану акустику і вже не задовольняв вимогам. Сад Пфальцу все більше перетворювався на сад розваг.
Водночас зростала уява про історичну і мистецьку вартість саду, нехай і в поруйнованому на той час вигляді. В саду встановили монумент на честь гайдельберзького поета Йозефа Віктора фон Шеффеля. Він створив декілька віршів зі згадками про Гайдельберг, а один вірш став навіть студентською піснею.
На честь поета була названа і тераса в парку. Монумент Шефелля був типовою продукцією в стилі історизму — поет у повний зріст з побутово-монотонним, точним відтворенням одягу і чобіт тощо. Монумент був знищений у роки Другої світової війни.

## План з відновлення саду
Офіційним володарем поруйнованого замку станом на початок XXI століття є Міністерство фінансів землі Баден-Вюртемберг. На початку XXI століття була створена програма з відновлення саду Пфальцу в його історичному вигляді, а 13 вересня 2007 року проєкт був оприлюднений.
Проєкт визнали недосконалим. Мешканці міста давно звикли до поруйнованого саду із частково відтвореними елементами і неповною реставрацією і вважають, що повне відтворення знищить його романтичний вигляд, як колись був знищений його регулярний характер. Дискусійним залишилось і питання відновлення поруйнованого замку. Спротив виклинав і намір зробити відвідини відновленого саду за платню, тоді як зараз він безкоштовний.
Реалізацію відновлення саду Пфальцу за запропонованим проєктом припинили.

## Галерея

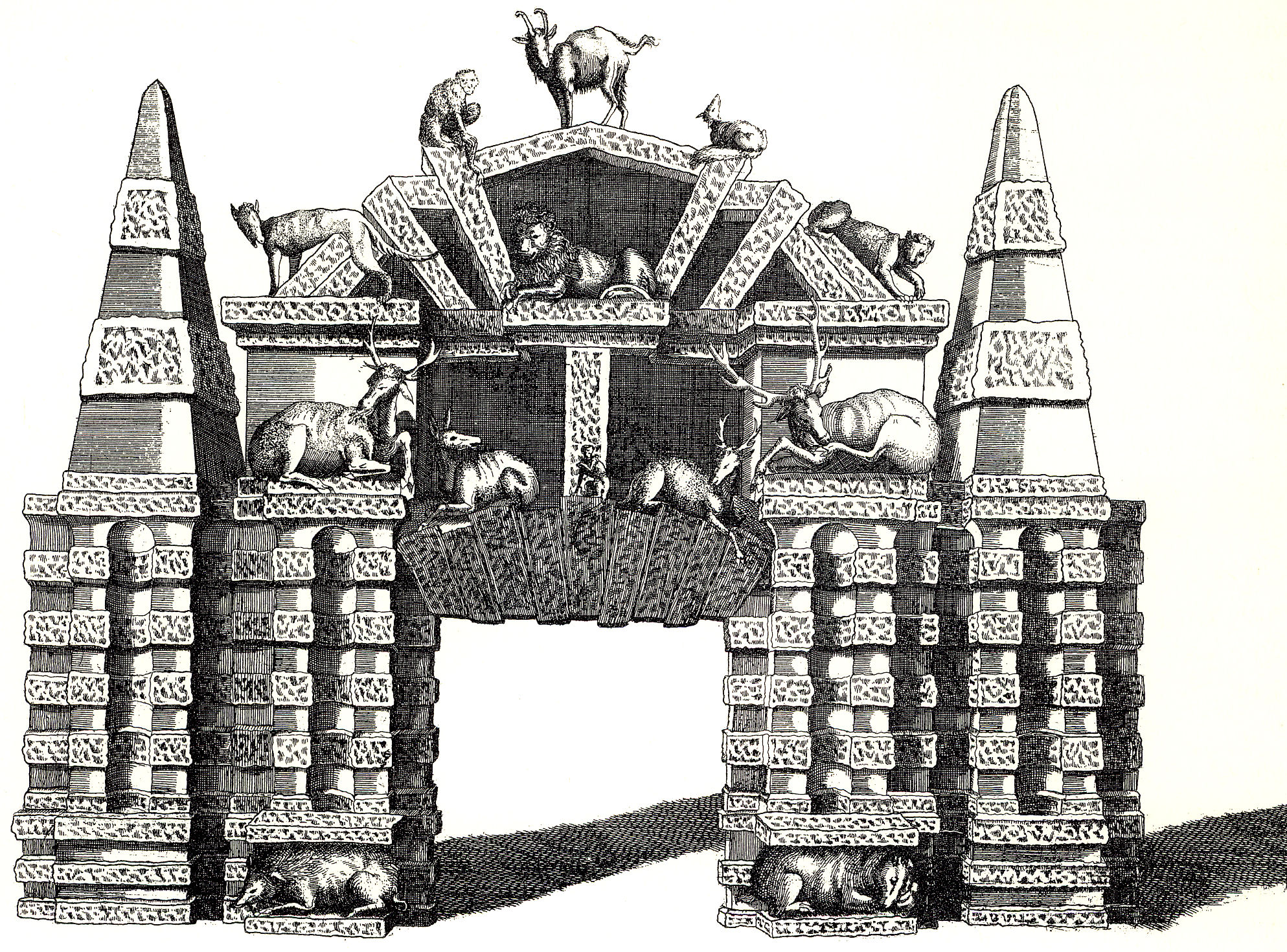
Соломон де Каш. Портал для Великого Гроту в саду Пфальцу
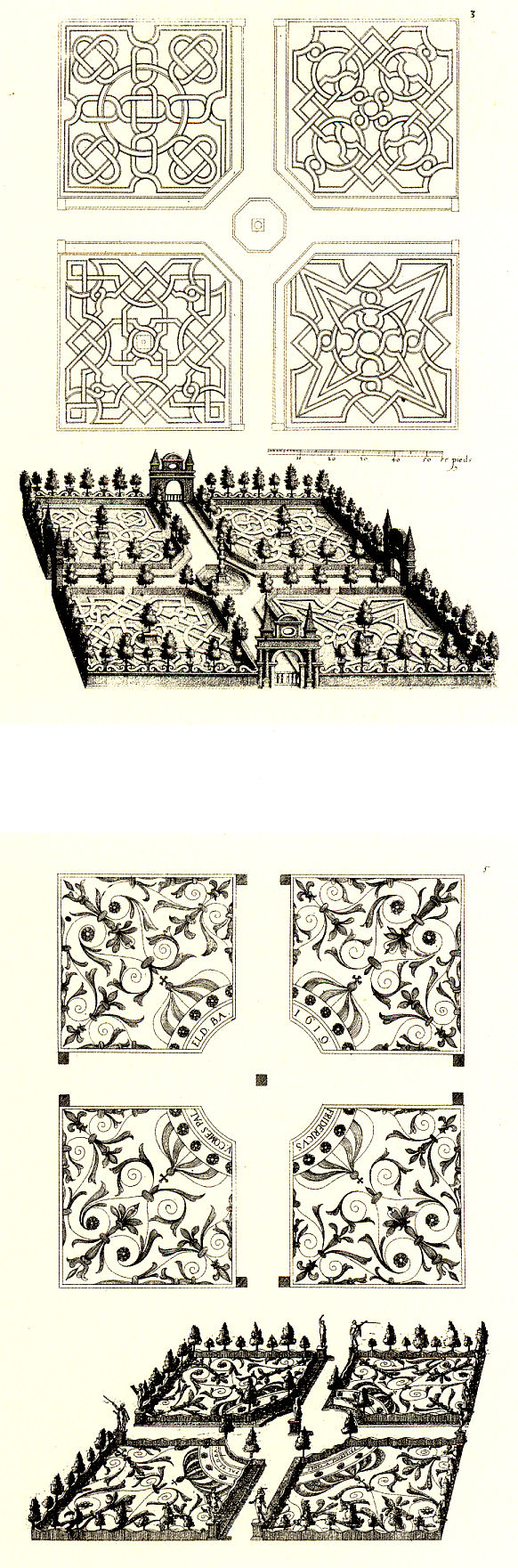
Соломон де Каш. Візерункові партери для саду Пфальцу.
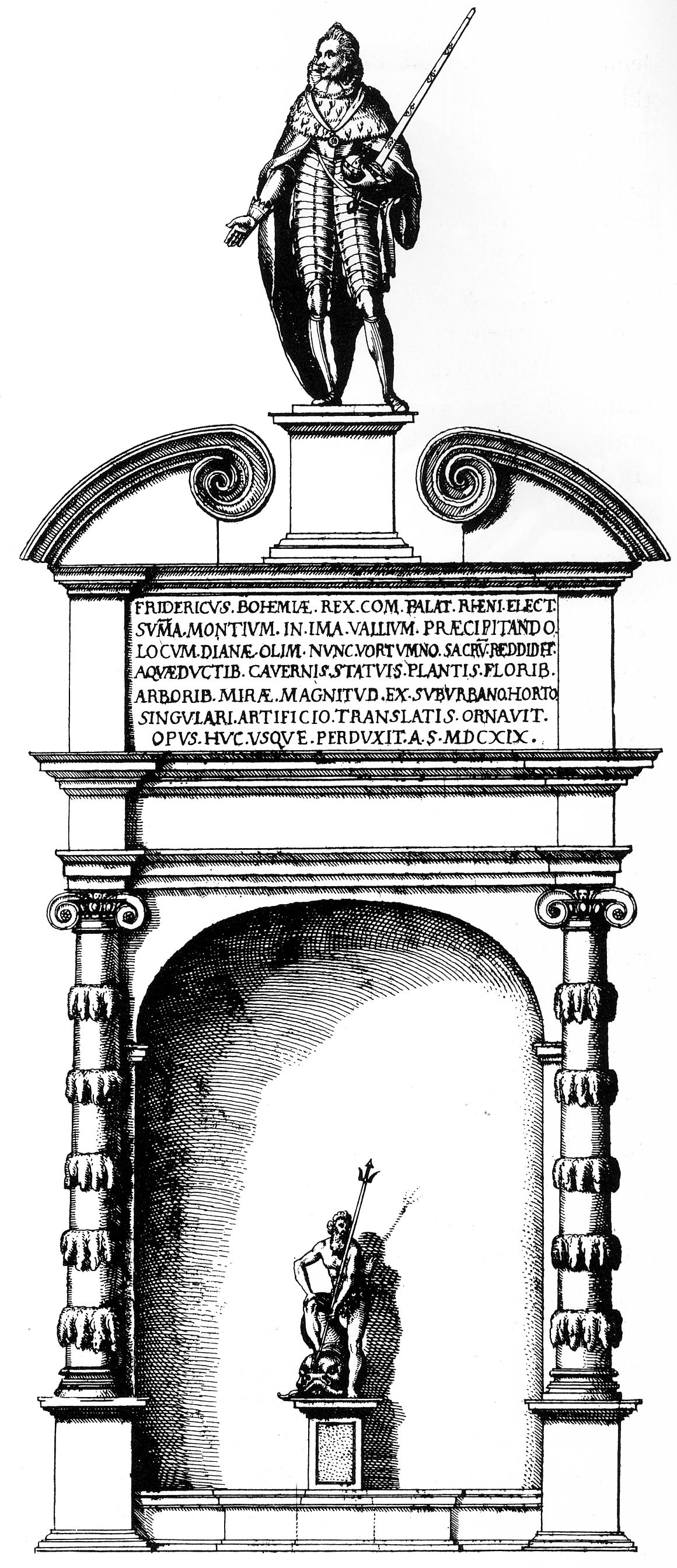
Соломон де Каш. Ніша для скульптури Нептуна і монумент Фрідріха V над нею як повелителя самого Нептуна
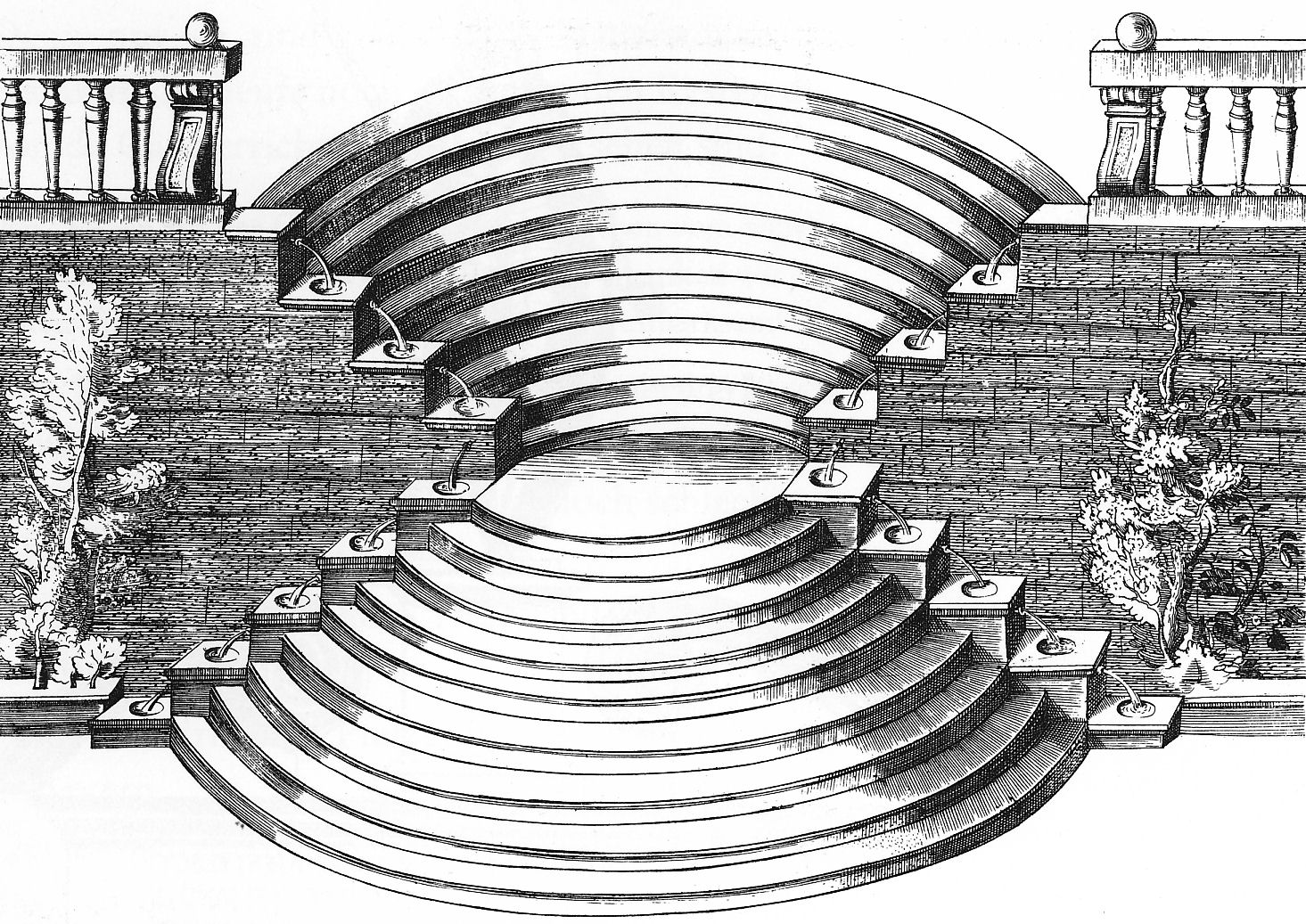
Соломон де Каш. Проєкт овального каскаду для саду Пфальцу.
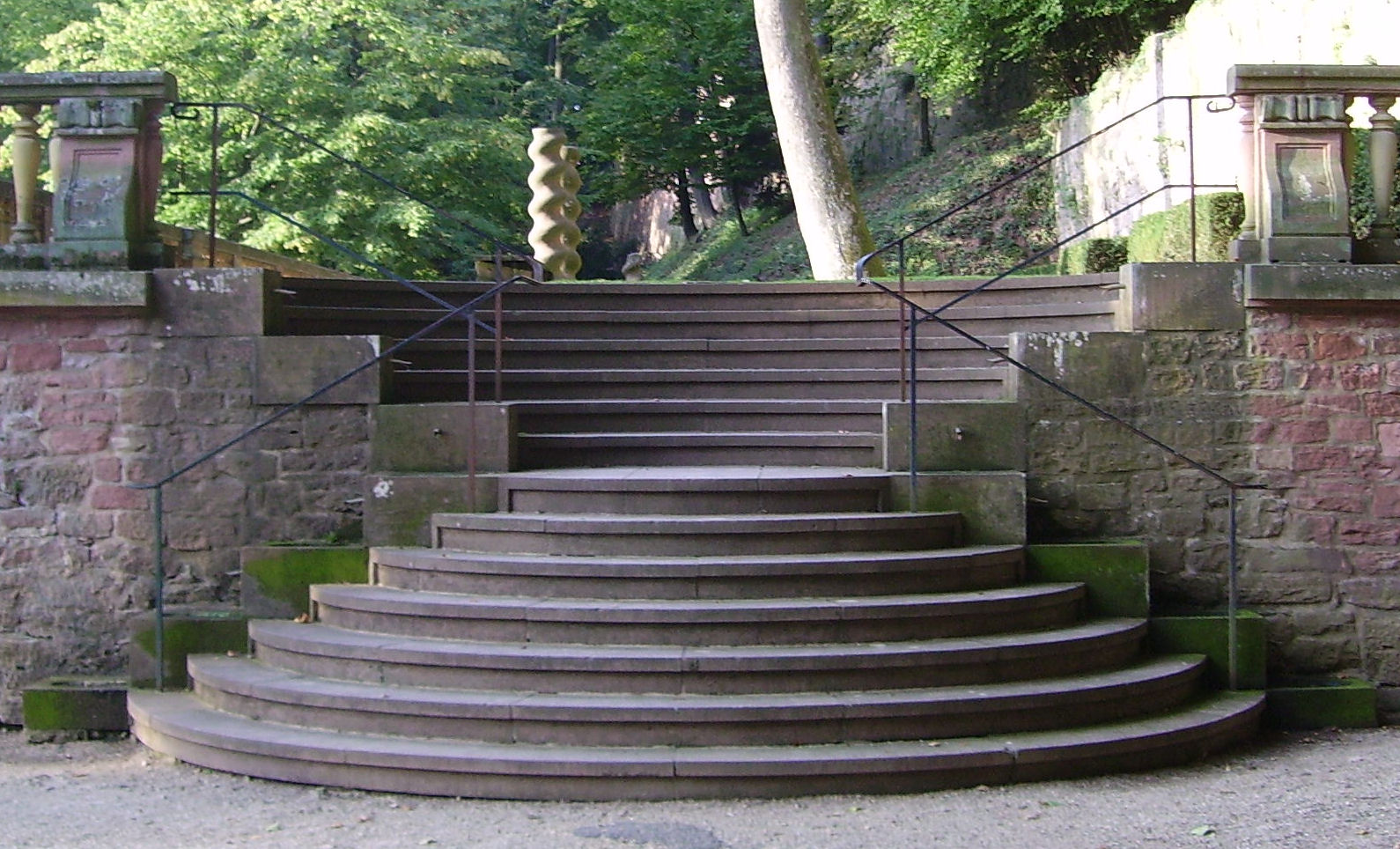
Овальний каскад, перетворений на паркові сходинки
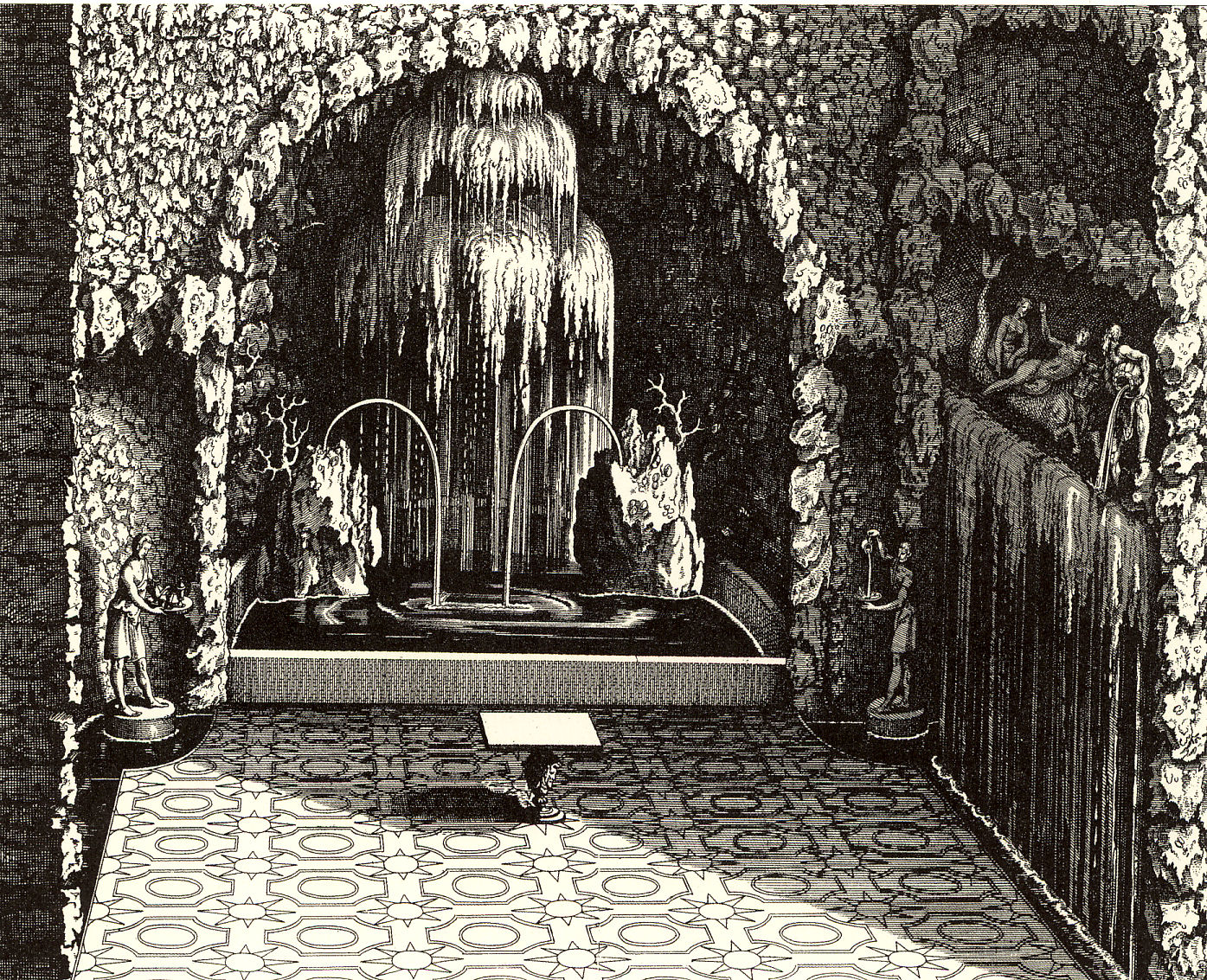
Соломон де Каш. Декор Великого Гроту для саду Пфальцу.
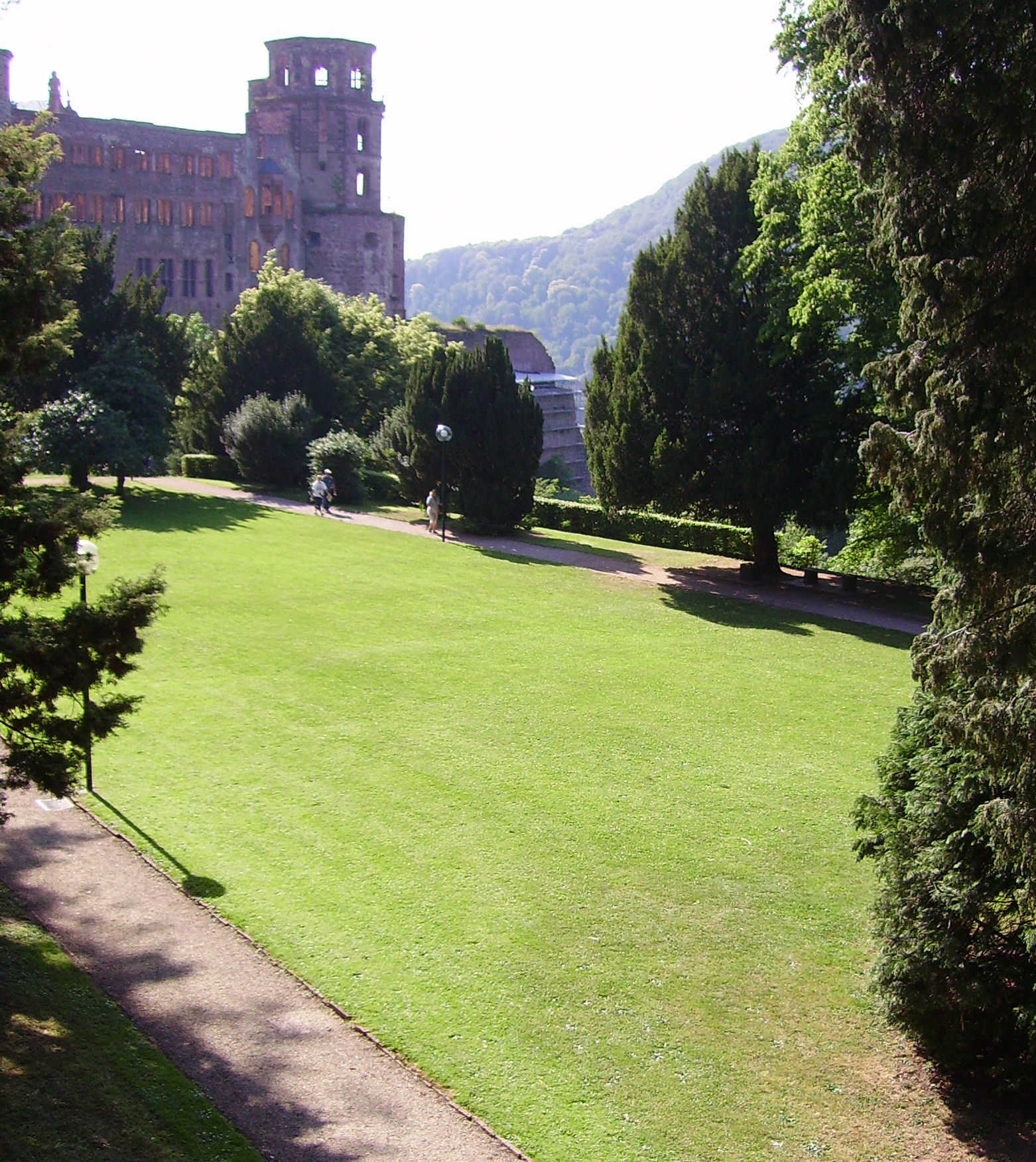
Залишки великої тераси, перетворені на газон на тлі поруйнованого замку

## Фото збережених і відновлених частин саду

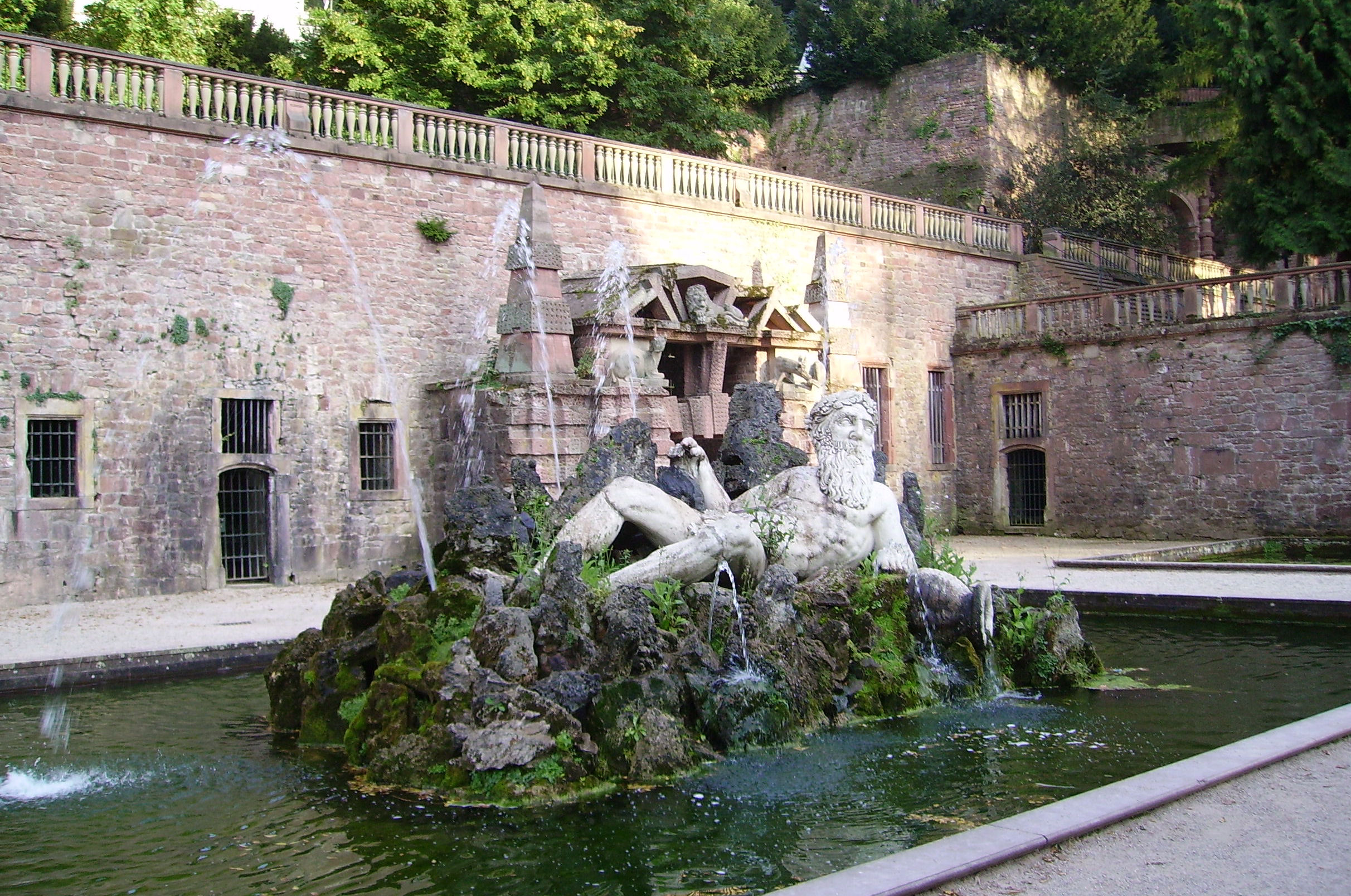
Відновлений фонтан з алегорією річки Рейн
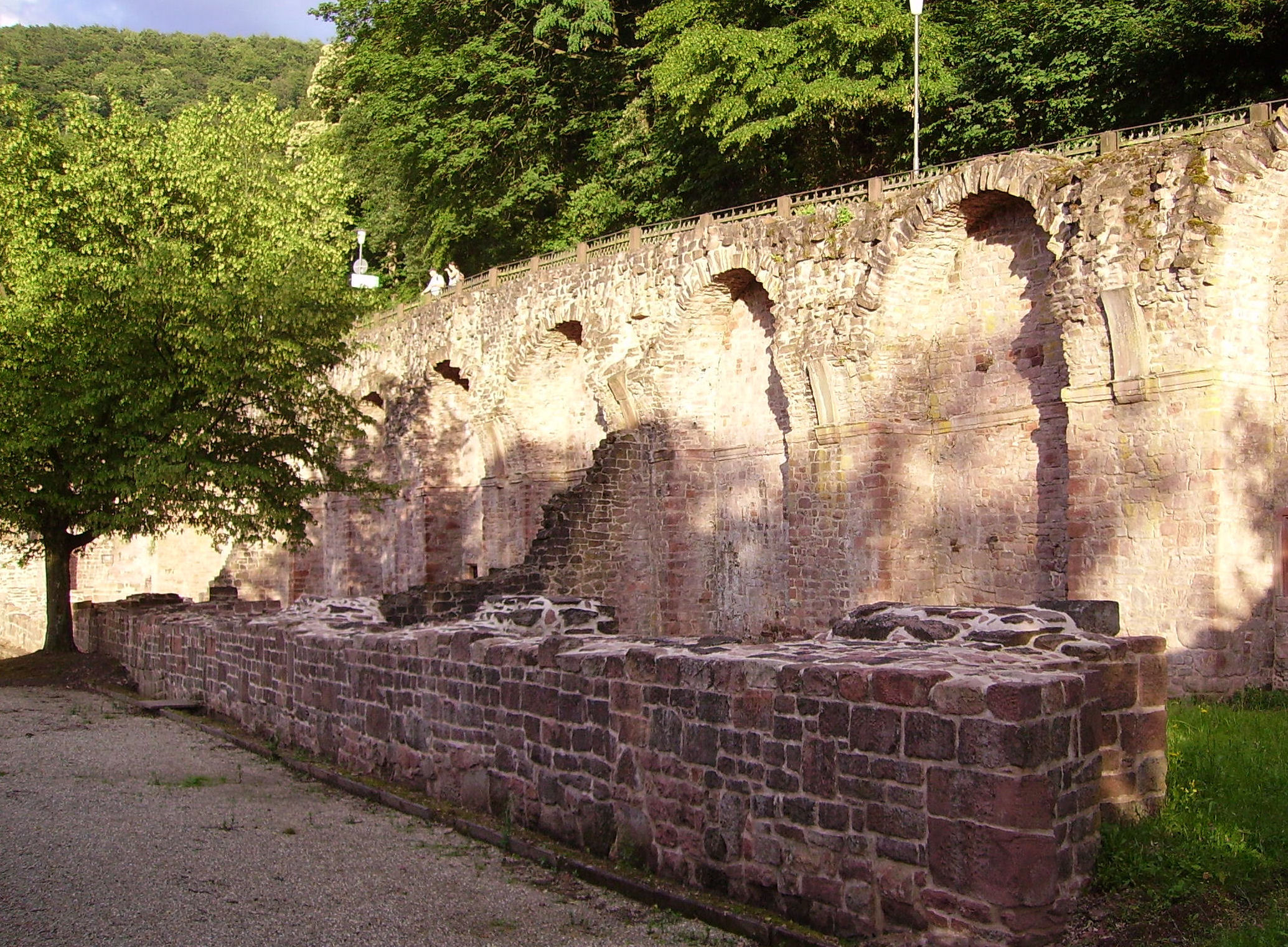
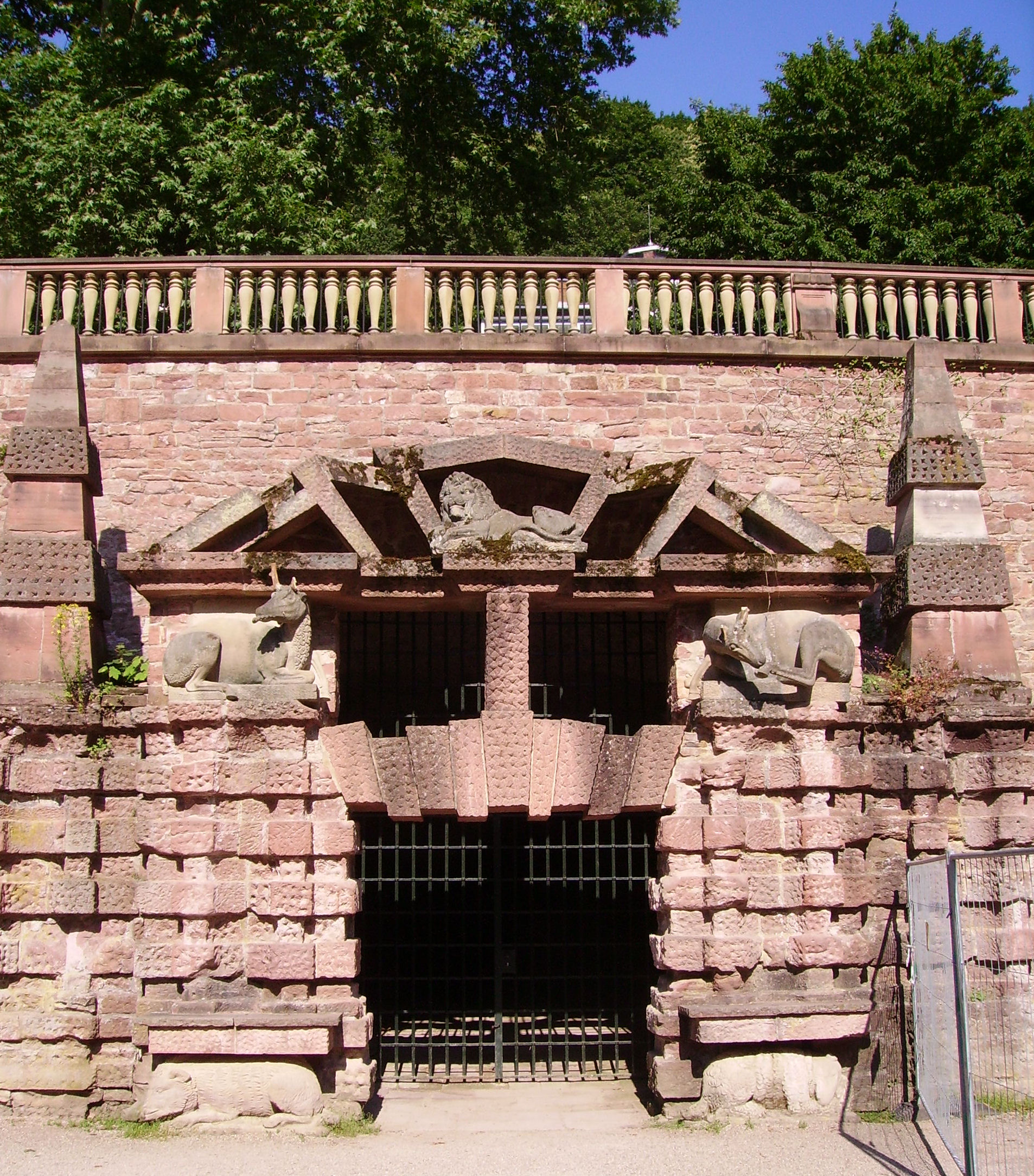
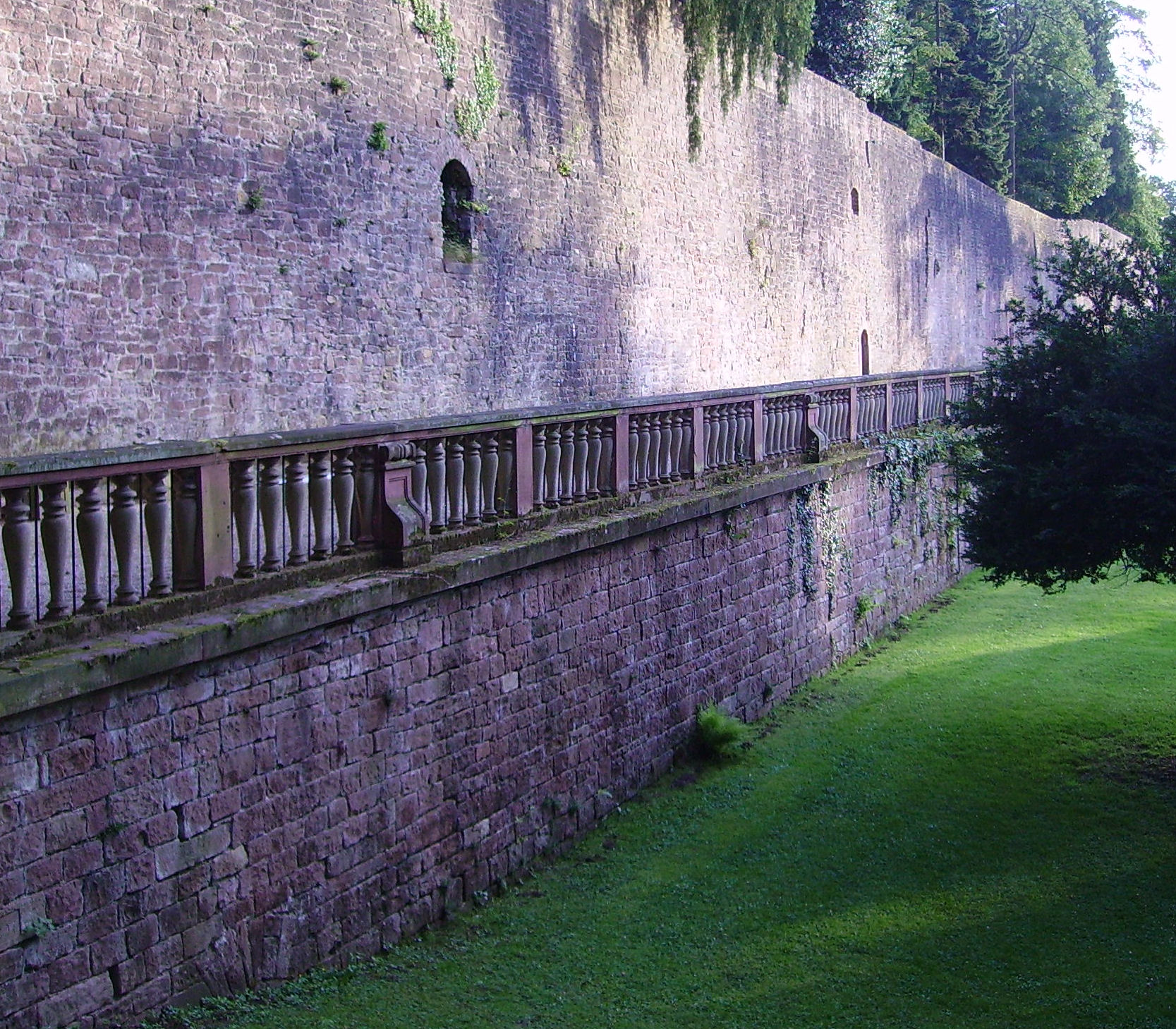
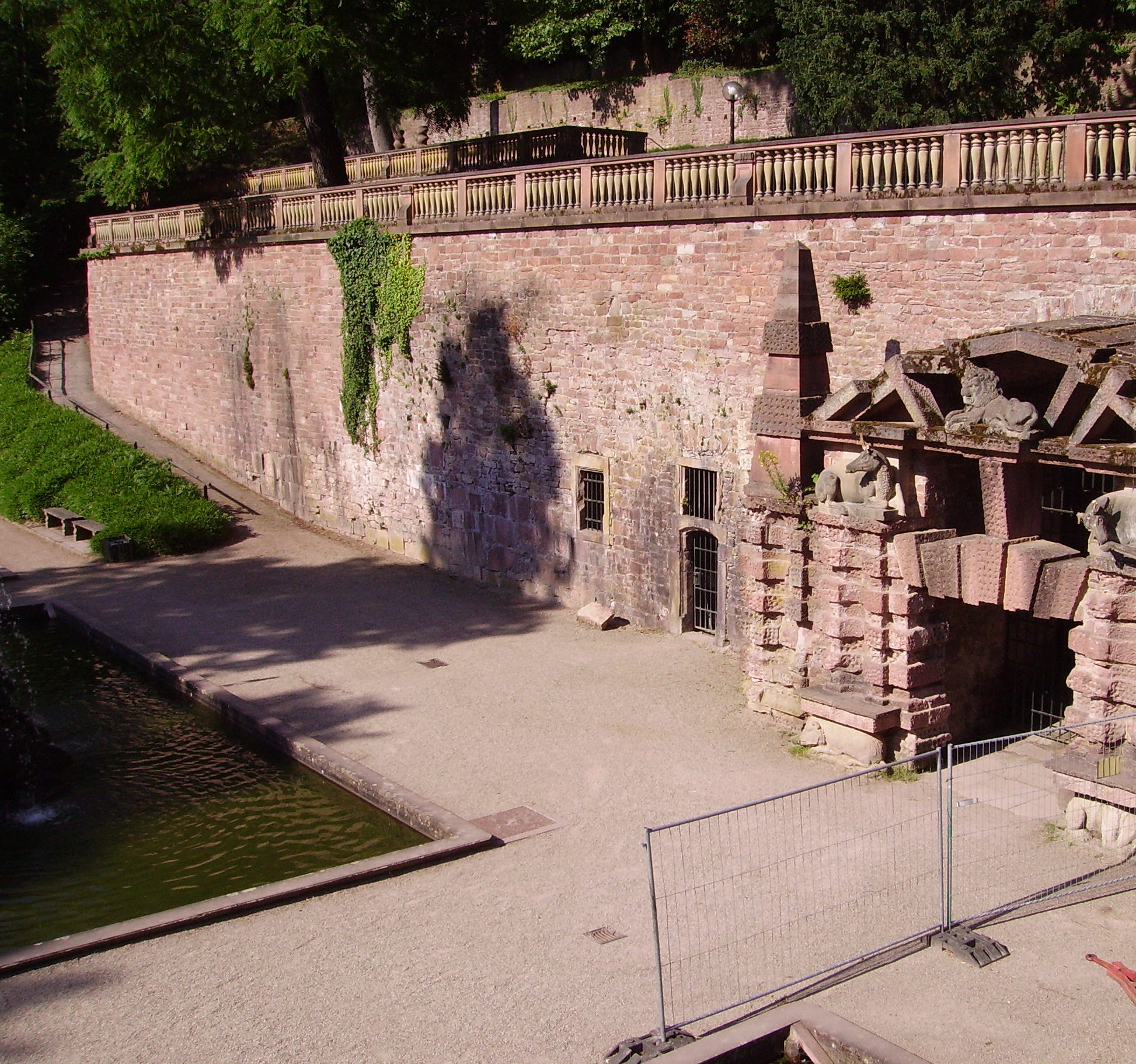